# Great Basin National Park
Great Basin National Park is een nationaal park in het oosten van de Amerikaanse staat Nevada, niet ver van de grens met Utah. Het beschermt een deel van de Snake Range, waarvan de 3982 meter hoge Wheeler Peak het hoogste punt vormt. De naam van het park stamt af van het Grote Bekken (Engels: Great Basin), een endoreïsch bekken en de grootste woestijn van de Verenigde Staten (de Great Basin Desert). Great Basin National Park staat bekend om de aanwezigheid van de Pinus longaeva, een boomsoort die bijna 5000 jaar oud kan worden. Met een oppervlakte van zo'n 312 vierkante kilometer is het - naar Amerikaanse normen - een relatief klein nationaal park.
Er komen 73 soorten zoogdieren voor in het park en de omliggende valleien. Voorbeelden van voorkomende zoogdieren zijn de poema, rode lynx, grootoorkitvos en de Noord-Amerikaanse katfret. Onder de 238 vogelsoorten in het park bevinden zich onder andere de arend en de havik. Er komen slechts twee soorten amfibieën voor: de westelijke woelpad en de luipaardkikker.

## Afbeeldingen

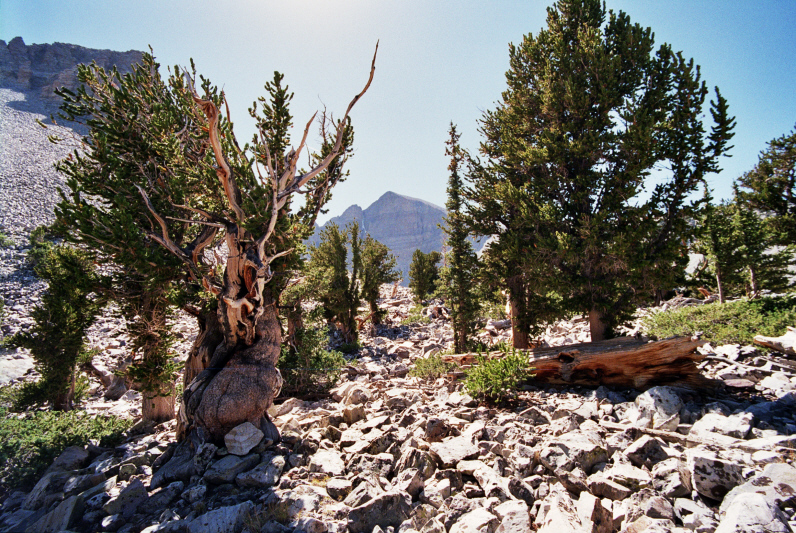
Pinus longaeva
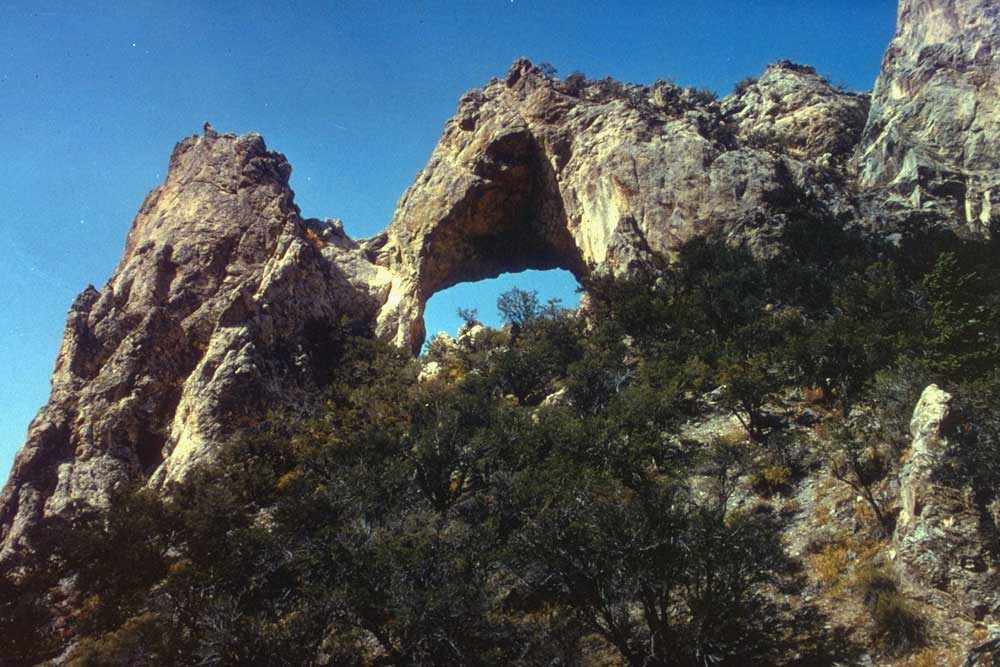
Lexington Arch
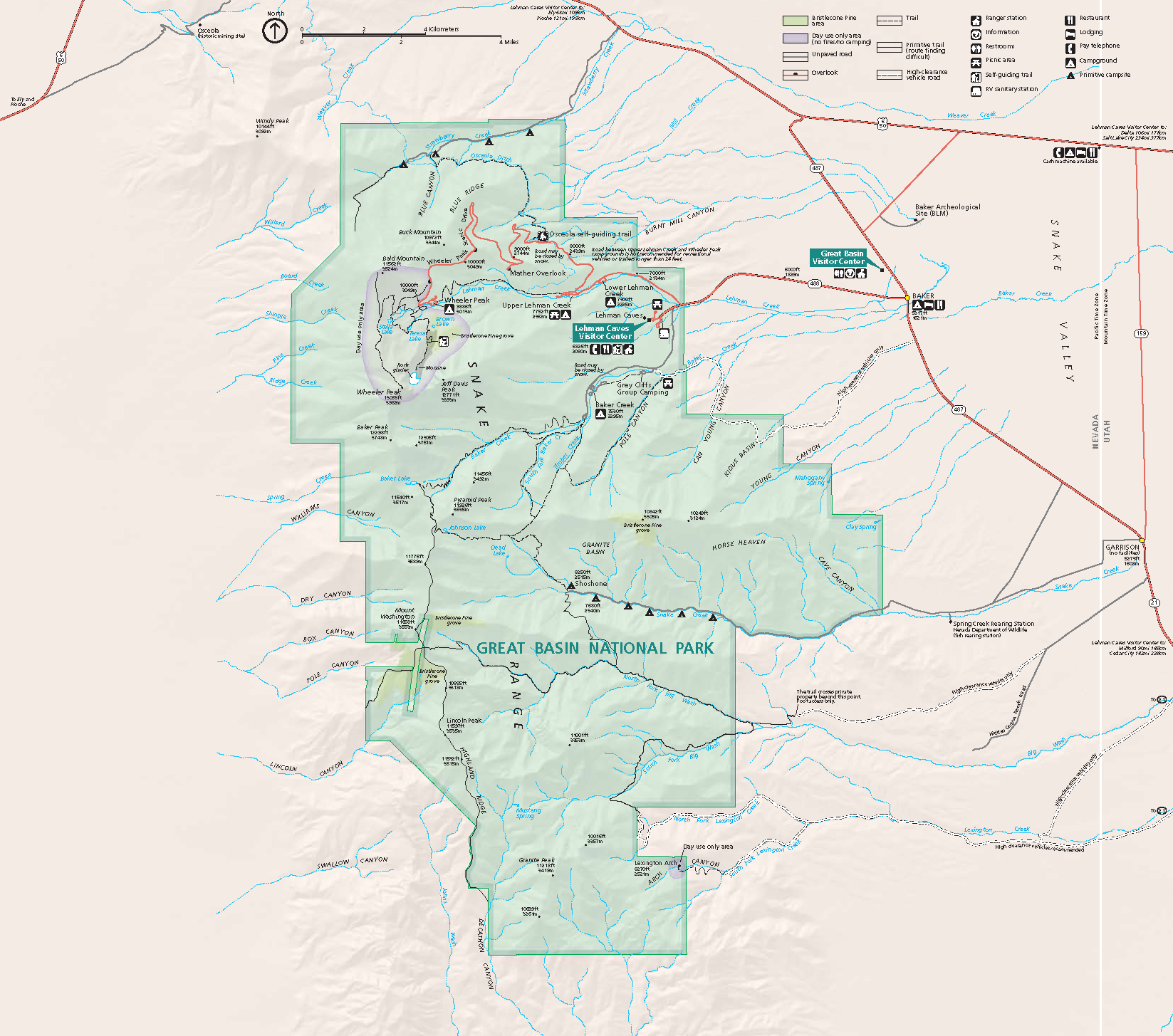
Kaart